# Poliñá de Júcar
Poliñá de Júcar (oficialmente en valenciano: Polinyà de Xúquer) es un municipio de la Comunidad Valenciana, España. Perteneciente a la provincia de Valencia, en la comarca de la Ribera Baja.

## Geografía

Localización en la comarca de la Ribera Baja

El municipio está situado en la llanura aluvial formada por el río Júcar. Es uno de los 11 municipios que conforman la comarca de la Ribera Baja. Su término es eminentemente llano y la práctica totalidad de su territorio está dedicado a la agricultura de regadío.
Desde Valencia se accede a esta localidad a través de la N-332 para enlazar con la CV-505.
El término municipal de Poliñá de Júcar limita con los municipios de Albalat de la Ribera, Benicull, Alcira, Algemesí, Corbera, Cullera, Riola y Sueca; todas ellos de la provincia de Valencia.

## Historia
En el término municipal de Benicull (comprendido hasta su segregación año 2003 en el término de Poliñá) han aparecido vestigios de época neolítica (Sima de la Pedrera), época romana (Altet de Cocasanta y partida de Gual), y restos de alquerías medievales. Pero su historia como tal está unida a la existencia de la Baronía de Corbera, ya que era uno de los cuatro pueblos que la conformaban hasta su desmembración el 23 de septiembre de 1836, momento en que empieza la historia de Poliñá como municipio independiente. El documento más antiguo conocido, hasta ahora, lleva fecha de 7 de abril de 1254: es una escritura de donación de tierras que hace Bernardo de Vilar, canónigo de la catedral de Valencia, a Raymundo Dolivella. La propiedad es una mezquita con huerto.

## Administración y política
| Periodo   | Nombre                    | Partido   |
| --------- | ------------------------- | --------- |
| 1979-1983 | José Luis Escrivá Ventura | PSPV-PSOE |
| 1983-1987 | José Luis Escrivá Ventura | PSPV-PSOE |
| 1987-1991 | José Luis Escrivá Ventura | PSPV-PSOE |
| 1991-1995 | Vicente Navarro Torres    | EUPV      |
| 1995-1999 | Vicente Navarro Torres    | EUPV      |
| 1999-2003 | José Daniel Martí Artal   | PSPV-PSOE |
| 2003-2007 | José Daniel Martí Artal   | PSPV-PSOE |
| 2007-2011 | Vicente Navarro Torres    | EUPV      |
| 2011-2015 | Óscar Navarro Torres      | EUPV      |
| 2015-2019 | Óscar Navarro Torres      | EUPV      |
| 2019-2023 | Óscar Navarro Torres      | EUPV      |
| 2023-act. | Óscar Navarro Torres      | EUPV      |

## Demografía
Poliñá de Júcar cuenta con una población de 2551 habitantes (INE 2024).
| Gráfica de evolución demográfica de Poliñá de Júcar entre 1842 y 2021 |
| |
| Población de derecho según los censos de población del INE Población de hecho según los censos de población del INEEn 2003 disminuye el término del municipio porque independiza a Benicull de Xúquer. Este hecho se produjo en 2003 |

La segregación de la localidad de Benicull en el año 2003 ha incidido en el descenso demográfico producido a partir de ese año.

## Economía
La economía de la localidad está centrada en la naranja y un pequeño sector alrededor de la madera. Una pequeña parte de la población trabaja en la industria de la comarca y en el sector servicios. Pese a la existencia de una cierta diversidad económica, realmente mínima, la economía depende de la evolución del mercado de la naranja. Las pocas industria localizadas en el término tienen, en su mayoría, un origen familiar y artesanal.

#### Acuicultura
En Poliñá de Júcar se encuentra el Centro de Cultivo de Peces de Aguas Templadas, que es la sede de la Red de Innovación en Industrias Acuícolas de la Comunidad Valenciana.

## Cultura

### Patrimonio
- Ermita de San Sebastián: del siglo XV, reconstruida en el siglo XX.
- Ermita de San Bernabé
- Iglesia parroquial: del siglo XVIII.
- La Casota: antigua casa de campo que ha quedado dentro la población. Actualmente es el local de la Asociación Musical Poliñanense.
- La Granja. situada a escasos metros del río Júcar, la Granja de Siñent es un edificio cuyos inicios parecen encontrarse en la Baja Edad Media. Los restos que en ella perduran, como una columna en la fachada principal, son una muestra de ello. Se trata de una muestra del gótico civil única en el ámbito valenciano. Estuvo a manos del Monasterio de Santa María de la Valldigna hasta las desamortizaciones del siglo XIX Las primeras noticias que del edificio se conservan son del día siguiente a la conquista de Valencia por parte de las tropas cristianas y Jaime I, ese día los terrenos de Sinyent fueron repartidos. El caballero Pere Ferrer de Campredó fue el que más tierras recibió. Finalmente el 1328 la granja pasa a formar parte del Monasterio de Santa María de la Valldigna, cuando Ramón de Font, procurador del monasterio, compró por 34 960 sueldos, el albergue (actual edificio) con su huerto, un palomar, y tres almacenes, cuatro casas junto la alquería, nueve campos de labor, unas casas con cinco parcelas, un olivar, un huerto y 75 sueldos y 2 dineros de censos pagados por diferentes dominios. La importancia de Sinyent, al menos en los primeros siglos, era indiscutible para el monasterio de Valldigna, porque sus tierras suministraban alimentos para la abadía.[5] Con la llegada de la desamortización, durante el siglo XIX, los bienes eclesiásticos fueron confiscados y subastados públicamente. La granja de Sinyent sería subastada en enero del año 1842, cuando Josep Montaner y Cebrià Rodrigo decidieron adquirirla por 240 000 reales, esta venta nunca se confirmó y la edificación volvió al poder público, hasta que finalmente sería adquirida por un ciudadano de Valencia, el comerciante de origen francés Pasqual Maupoey por un total de 129 000 reales, valor del conjunto, comprendido por diferentes parcelas de regadío en las que se incluía la edificación. Las funciones originales de la granja fueron perdiéndose a lo largo de los años, cayendo en desuso el edificio. El interés de los posteriores propietarios era más obtener beneficios económicos del terreno agrícola que mantener en buen estado la construcción. En la actualidad el edificio está en peligro de derrumbe, por lo que está prohibida la entrada al mismo. Se está a la espera de un apuntalamiento del edificio, al igual que una nueva cubierta para evitar filtraciones en el interior del mismo. Estas intervenciones son eventuales, ya que la asociación cuenta con que la administración realice una inversión importante en la futura restauración de Sinyent, necesaria para mantener el edificio.
- Molino de Monsalvá: antiguo molino de la baronía de Corbera, en funcionamiento hasta los años 60 del siglo pasado.

### Fiestas
- San Antonio Abad: se celebra el 17 de enero con las tradicionales hogueras.
- San Sebastián: patrón del pueblo. Se celebra el 20 de enero. La fiesta se celebra con feria del porrat, misa, procesión, cohetes y baile la noche de antes. Ese día tocar pasear por la feria y comprar el porrat.
- Fiestas de agosto: el día 1 de agosto es el primer día oficial de fiestas; antes se habrá procedido al nombramiento y proclamación de las reinas de las fiestas. Se celebran tres festividades de barrios: el día 2 la Virgen de los Ángeles, el día 3 la Virgen del Rosario y el día 4 San José. El día 5 continúa la fiesta, dedicada a los Santos de la Piedra, Abdón y Senent, patrones tradicionales de los labradores valencianos. El 6 de agosto es la fiesta gorda: es el día del Cristo de la Sangre. El día 7 se celebró durante algunos año el denominado Entierro de la cazalla, fiesta laica con tintes fúnebres que hacia alusión al fin de la fiesta y por tanto al entierro de la cazalla bebida popular durante las celebraciones. Fue vetada por las autoridades y sustituida por una cabalgata. esta fiesta compitió durante muchos años con la tradicional retreta nació en el bar Burana, se hacía una caja de madera simulando un ataúd se pintaba de negro el ceretro y todas las paredes del bar, velas y oscuridad es lo que reinaba ese día y por supuesto los cantos gregorianos a las doce de la noche.

### Gastronomía
Tiene el arroz como elemento culinario primordial en todas sus variaciones, conserva dulces tradicionales parecidas a los de otras localidades de la comarca. Destacan el arroz al horno o con caldo, el arroz con pasas, garbanzos y tajadas de boniato: una combinación de dulce y salado en el mismo plato sin recurrir a la cocina oriental. La paella, en toda su riqueza y variación, es el plato festivo por excelencia por las posibilidades que ofrece. También cabe mencionar la fenolla: huevo, bacalao e hinojo, acelgas o espinacas; se solía comer en Semana Santa.